# 中国曲艺牡丹奖
中国曲艺牡丹奖是由中国文联与中国曲艺家协会主办的曲艺艺术奖项，也是曲艺艺术界的中国国家级最高奖项。该奖项于2000年起举办，每两年评选一次。自2006年第四届起，牡丹奖长期落户江苏省。

## 评选机制
自第五届起评奖机制进行了改革，新的机制采取各地报送、初评分类、分赛区比赛、终评四个阶段的方式进行评选。
其中第五届的分赛区包括上海、绍兴、三亚与长治四个赛区。第六届则变为鄞州、长治、无锡与合肥四个赛区。

## 奖项设置
第一届牡丹奖设有表演奖与文学奖两个奖项，第三届增加了理论奖与音乐奖。自第四届起，共设有设有节目奖、表演奖、文学奖、新人奖、理论奖与终身成就奖共六个奖项。
其中终身成就奖的评选标准为：
- 70岁以上
- 本门类的绝对代表性人物
- 在国际国内产生广泛影响
- 仍旧健在

## 参看
- 中国电视戏曲兰花奖
- 中国戏剧奖
- 曹禺戏剧奖